# 仁慈堂大樓

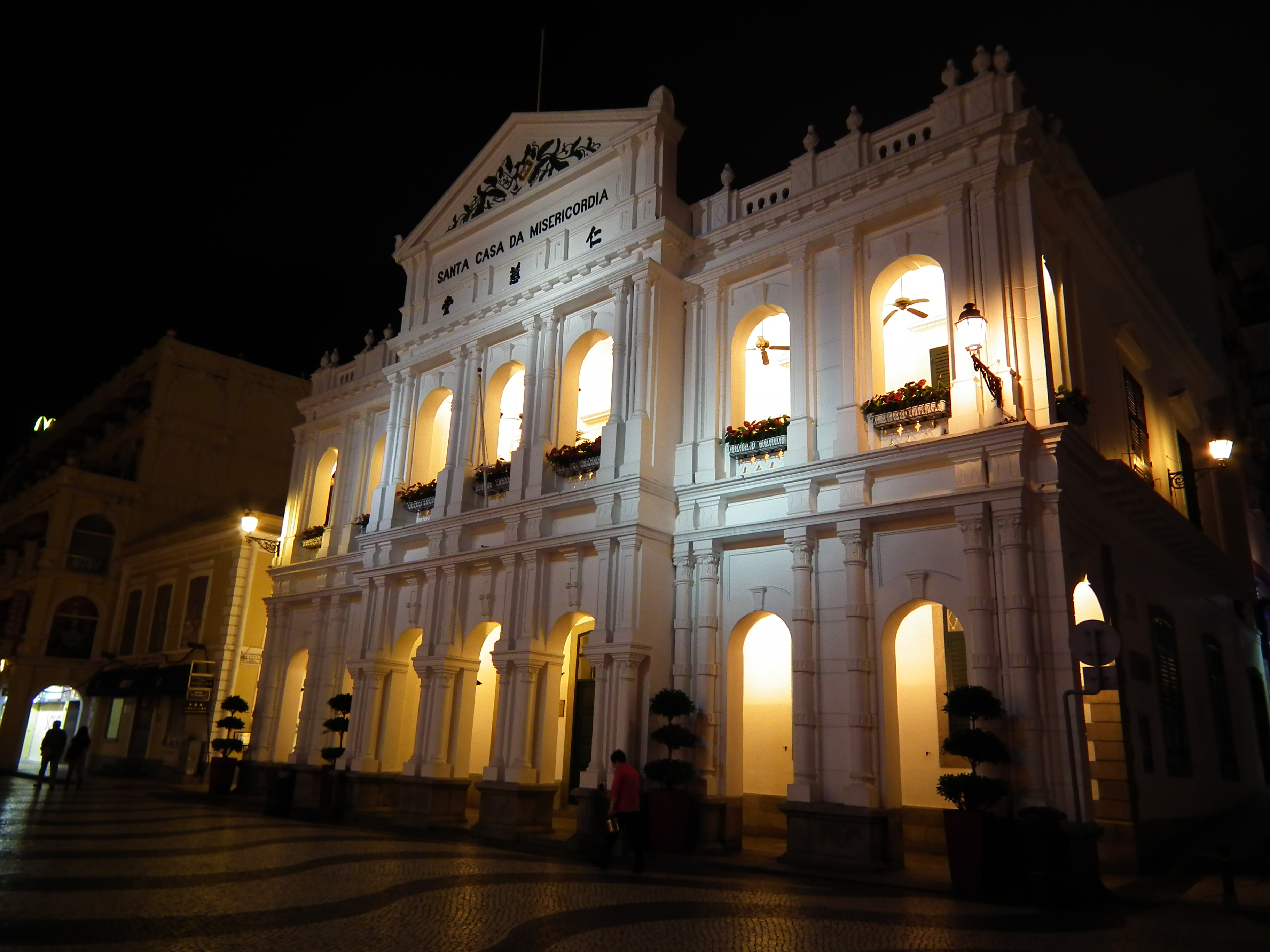
晚間的仁慈堂大樓

仁慈堂大樓（葡萄牙語：Santa Casa da Misericórdia） 是位於澳門特別行政區議事亭前地旁邊的磚石建築物，為澳門慈善機構仁慈堂的物業。2002年獲澳門政府授予仁愛功績勳章；2005年以澳門歷史城區的部分被列入世界文化遺產名錄內。仁慈堂大樓的地下原為澳門政府部門公證署的辦公室，2018年起改為便民藥 （页面存档备份，存于）；二楼則為仁慈堂博物馆。

## 歷史
天主教澳門教區的首任主教賈耐勞 (D. Belchior Carneiro) 於1569年創立澳門仁慈堂，負責慈善救濟的工作。仁慈堂大樓建於18世紀中叶，建築物於19世紀後期加建拱廊，其工程於1905年完工而成為富有新古典主義建築風格的歐陸式建築物。
昔日的仁慈堂又被稱為支糧廟，據《澳門記略校注》一書所記載，因昔日仁慈堂屬下的老人院及醫院等慈善機構的職員都會到該處支取薪水。

## 仁慈堂博物館
仁慈堂博物館於2001年12月14日正式揭幕，展出了大部份來自仁慈堂值理會主席飛安達的私人珍藏。